# Cissonius

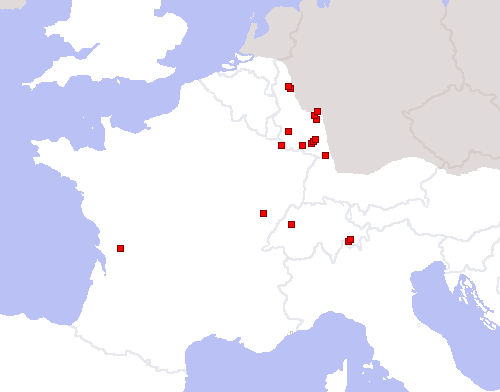
Mapa que mostra la distribució de les inscripcions a Cissonius

En la mitologia celta, Cissonius (també conegut com a Cisonius i Cesonius) era un antic déu gal/celta.
Després de Visucius, Cissonius era el nom més comú del Mercuri gal/celta. S'han trobat al voltant de disset inscripcions dedicades a ell des de França i el sud d'Alemanya fins a Suïssa. En una inscripció de Promontogno (Suïssa) Cissonus s'identifica amb Matutinus. També hi ha registres del nom de la deessa Cissonia.
Probablement era un déu del comerç i protector dels viatgers, ja que Mercuri exercia unes funcions similars en el panteó romà. Cissonius estava representat ja sigui com un home barbut amb un casc muntat sobre un moltó i portant una copa de vi, o bé com un jove amb un casc alat i acompanyat amb un gall i una cabra.
El nom ha estat interpretat en el sentit de «valent», «remot» o també «conductor de carro».  El topònim Niederzissen, al districte d'Ahrweiler, pot ser un derivat del nom de Cissonius.